# Salomea Kempner
Salomea Kempner (ur. 16 marca 1880 w Płocku, zm. 29 stycznia 1943 w Warszawie) – polska lekarka i psychoanalityczka.
Pochodziła z rodziny żydowskiej. Była córką Gersza (Hersza) Kempnera, właściciela księgarni i Eli Ruchli z domu Margulec. Jej kuzynką była prawdopodobnie Cecylia Kempner, druga żona Ignacego Daszyńskiego, a siostrą Felicja Kempner (ur. 1881). Uczęszczała do gimnazjum żeńskiego w Płocku, które ukończyła 22 maja 1896 roku.
Studiowała medycynę na Uniwersytecie w Bernie, Uniwersytecie Jagiellońskim i Uniwersytecie w Zurychu. W 1909 roku uzyskała tytuł doktora medycyny po przedstawieniu dysertacji Versuche zum mikroskopischen Nachweis der Narkose der Nerven. Od 1912 do 1921 roku pracowała w Kantonalnym Zakładzie Psychiatrycznym w Rheinau. Od 1919 należała do Szwajcarskiego Towarzystwa Psychoanalitycznego, od 1922 do Wiedeńskiego Towarzystwa Psychoanalitycznego. Od 1923 pracowała w Berlińskim Instytucie Psychoanalitycznym. W 1939 roku zmuszona do powrotu do Polski, zmarła prawdopodobnie w warszawskim getcie na zapalenie płuc.

## Prace
- Versuche zum mikroskopischen Nachweis der Narkose des Nerven. Zürich, 1909
- Beitrag zur Oralerotik. Internationale Zeitschrift für Psychoanalyse 11, s. 69–77, 1925
- Some remarks on oral erotism. International Journal of Psycho-Analysis 6, s. 419–429, 1925

Tłumaczenia
- (wspólnie z W. Zaniewickim). Zygmunt Freud: Wstęp do psychoanalizy (pod red. Gustawa Bychowskiego). Warszawa: J. Przeworski, 1936